# 左利き

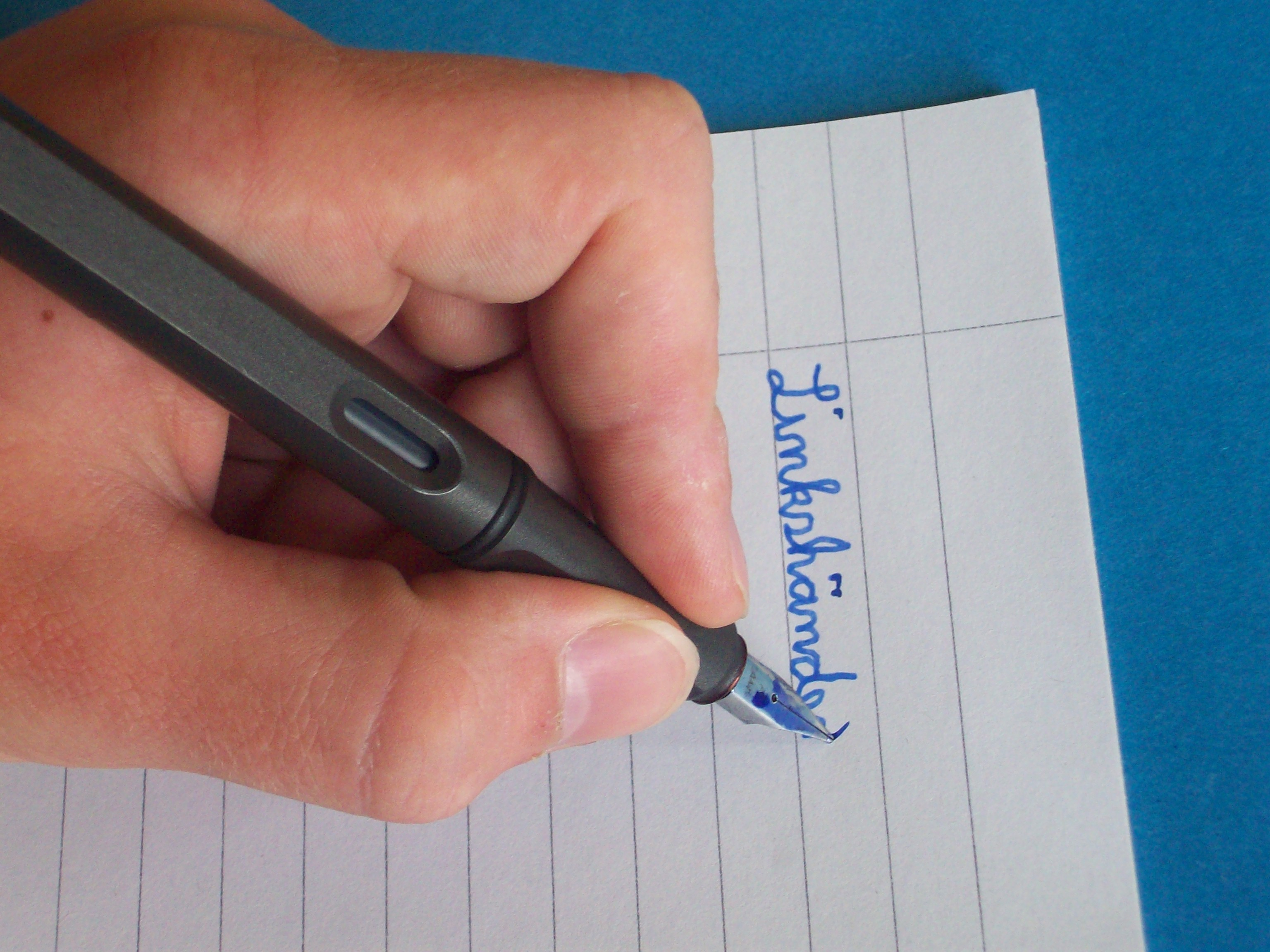
左手で文字を書く人

左利き（ひだりきき、left-hander）とは、一般的に人間の利き手が左であること、またはそのような人を指す。社会では多数派である右利き向けに道具や施設がつくられていることが多いが、左利き向けの文具や調理用具、工具などを製造・販売する企業もある。8月13日は「左利きの日」とされている。イギリスの左利きの団体「Left-Handers Club」が提唱者の誕生日にちなんで、1992年同日より始めた。
広義には手・腕だけでなく、脚、目、耳のいずれかが左優位の場合にも用いられる。

## 概要
左利きの人は一般的に右手に比べて左手がより器用で、多くの動作に左手を使うことを好む。例えば、文字を書く、料理をする、箸を使うなどである。
「箸を持つのは左手だが、字を書くのは右手」などがあり、広義の意味で言えば「クロスドミナンス」の人が多い。これは、左利きの割合が世界的に見ても低く、基本的に「右利き」のために作られている物が世の中に多く不便なことや、親から躾られて右利きに直されることが多いためである。そのため現在では右利き左利きといった二つの明確な区分ではなくスペクトラム状に分布するものと考え、（完全な）右利きではないと表現することもある。
左利きの人（レフティー）を指す言葉として「（左）ぎっちょ」（語源は毬杖から）「サウスポー」「グーフィー」などがある。地域によっては「ぎっちょ」は差別用語にあたるため放送禁止用語になっているが、日本の東北地方では普通に方言として使われており、差別や相手を馬鹿にしているわけではない。英語のグーフィー（goofy）も同様に本来「まぬけな」「とんまな」という意味である。グーフィーという用語も国際的なサーフィンの試合では単にレフトと呼ばれ避けられているが、2020年オリンピックでの公式映像ではスケートボードやサーフィンの左スタンスをグーフィーとしていた。

## なぜ左利きは少数なのか
1977年の統計では成人人口の8%から15%が左利きである。また、わずかながら女性よりも男性の方が左利きが多いという統計結果もある。この割合は古今東西を問わずほぼ一定である。古代の壁画や石像を見ても右利きの方が圧倒的に多かった。そのため矯正の影響で国によって左利きの割合は多少異なるが、左利きが少数なのは文化・教育・食事など後天的要因によるものではないことが分かっている。しかし、なぜ左利きが少数なのか、なぜ10%前後で変動がないのかについてははっきりとした理由が分かっていない。遺伝の影響があることは分かっており、子供が左利きとなる確率は一般集団で約10%だが、片親が左利きの場合は約20%、両親が左利きの場合は26%に上がる。双子研究によって、利き手が決まる原因を遺伝要因と環境要因に分けることができ、利き手の分散の25%を遺伝要因によって説明できる（遺伝率25%）。残りの75％が環境要因で、この環境には胎内環境や偶然による影響も含まれる。ただし利き手を決めるメカニズムは不明である。なお双子は一卵性/二卵性にかかわらず単生児よりも左利きになる確率がやや高い。
以下に左利きが発生する要因とされている説を列挙する。

### 脳の半球説
言語と手仕事の両面において、高度な運動神経を必要とする場合、ヒトの脳の片側の半球で判断をした方が、左右両方の脳を使うよりも効率的であるという理論である。脳の左側は言語を制御しているので、左脳が制御する右半身の方が発達して右利きとなる。一方で左利きの人は脳の働きが左右で逆になっていると予測できる。この理論にも問題はあり、右利きの人の90%以上は左脳に言語野があるが、左利きの人も70%近くが左脳に言語野をもつ。ただし残りの30%は予測通りに言語野が右脳にあるか、左右の脳に分散している（「脳機能局在論」も参照）。
左利きの人の脳は、右利きの人よりも脳の各所に機能を分散する度合いが高い。左利きの人が脳卒中の発作に見舞われた場合、右利きの脳卒中患者よりも復帰が早い。

### 遺伝
1970年代以降に単一遺伝子によって利き手が決定されるという理論が提唱された。マリアン・アネットの理論がその代表で、右利き遺伝子が優性、左利き遺伝子が劣性と仮定された。ただし両親からともに左利き遺伝子を受け継いだ場合は、右利きか左利きかが環境によって偶然に決定され、それが完全にランダムなら左利きの割合は12.5%になる。しかしゲノムワイド関連解析の結果から、利き手の決定は単一遺伝子では説明がつかず、40以上の遺伝子座が関与していると推定されている。

### 脳の損傷
胎児期や出産時になんらかの理由で左脳を損傷すると、左脳による右手のコントロールに問題が生じ、左利きになりやすくなるという説が1970年代に提唱された。正確にいえば、右利きと左利きの比率は基本的には遺伝によって決定されるが、一部の人の左利きは脳損傷によって生じるという理論である。脳損傷は具体例には酸素欠乏や脳性まひ、細菌性髄膜炎などで起きる。この理論の傍証として、脳性まひ患者や側頭葉てんかん患者の左利き率が高いこと、出産時に酸素欠乏になりやすい双子に左利きが多いことが挙げられる。またこの説は、脳に損傷が起きても多くの場合は軽微であり、脳の発達可塑性により神経学的な問題がほとんど起きないことを前提としている。

### 胎内の性ホルモン
ゲシュヴィンドらは、テストステロンなどの性ホルモンが、胎児の左脳の発達を遅らせ、右脳の発達を促進することで、左利きが生じるという説を1980年代から発表している。

### 胎内での姿勢
プレヴィックは、胎内での胎児の姿勢が、聴覚系の発達に影響を及ぼし、それが小脳を通じて利き手に影響するという説を提出している。この理論では多数の人間が右利きとなるが、妊娠後期の胎児の前庭器官になんらかの損傷が発じると、聴覚系のシステムが変容され、左利きが生まれる。

### 利き手の決定時期
メカニズムは不明だが、利き手は出生前に胎内で決まっているという研究がある。
2004年、英ベルファストのクイーンズ大学博士・ピーター・ホッパーによって行われた研究によると、人間が右利きになるか左利きになるかは妊娠10週間目の頃に決定しているという新発見がなされた。
この研究にあたって、妊娠中の女性1000人に超音波走査を実施した結果、例えば10週間目から12週間目の頃に胎児が左手の親指よりも右手の親指を頻繁に吸っていた場合、子供はほぼ確実に右利きとして生まれてくるという関係性が得られた。
またホッパーらはそれ以外にも10週間目の頃の胎内での手の動きと利き手の関連性についてのいくつかの発見があったとしているが、胎内において脳が手に対してそれらの命令を出しているという証拠はなく、また脳の命令よりは脊髄反射によるものである可能性が高いと話している。

### その他
左利きの戦士は左手に剣を持ち、右手に盾を持って戦うため、左半身にある心臓を危険にさらし致命傷を負う確率が高くなり、従って右利きの人間が多く生き残るという説があった。これは非常によく言われる説であるが、否定されている。まず、心臓の位置は左半身ではなく身体のほぼ中央にある。さらに盾を使ったとされる年代や地域は限定され、盾がまだない石器時代から左利きが少数であることも説明できない。

## 利き手の「矯正」とマナー
個人差は多く見られるが、大人になるほど利き手の変更は困難である。そのため、幼少時に周囲の人物が、箸や鉛筆、ペンなどを使う「利き手の変更」を行なわせようとすることが洋の東西を問わず行われてきた。かつては左利きを身体障害者と考える人・地域は多く、さらには知的障害の一種のように扱う人もいた。そのため利き手の矯正はかなり高い比率で、時には厳しい体罰を伴ってでも矯正されていた。
しかしこの「矯正」は本人が望んだものではないため、うまく腕を動かせないストレスに加え、「矯正」の指導をする親が激しく叱ることが多く、ジョージ6世の例など悪影響、後遺症が少なくない。
科学の発達で左利きは障害ではないことが広く知れ渡ると同時に、個性の一つとして考えられるようになった。1920年代には既に左利き矯正が有害であることが指摘されている。
矯正する親の割合は減ってきたが、後述の文字筆記上の不便さから学校受験などで不利になると考え、また生活上の不便（後述）を考えて矯正する親も多い。
幼少時はまだ利き手が定まっていないと考えがちであるが、変更しようとする＝既に左を多用しているわけで、この段階で利き手は明確に定まっている。利き手は箸や筆の持ち方とは全く異なることを理解しなければならない。幼少期の変更が多いのは適切な時期だからではなく、親の影響力が強い時期であるからと考えられる。
しかしながら、「右」と「左」とにそれぞれ意味をもつ文化では、右手左手を使い分けが定められている場面もある。例えば、インドや中東では左手は一般的に排便の処理をする「不浄の手」であり、左手で食べ物を食したり、他人に物を渡したりするのは多くの場合マナー違反である。また、日本の多くの芸道・武道や文化（書道、茶道、華道、弓道等や日本料理等）では、利き手に関わらず、右優位のしきたりが決まっている事がある。
一部には我が子をクリエイティブな能力のある子供に育てようと、右利きの子供を左利きにしようとする親もいるが同様の悪影響があるため全く薦められない。

## 左利きの不便

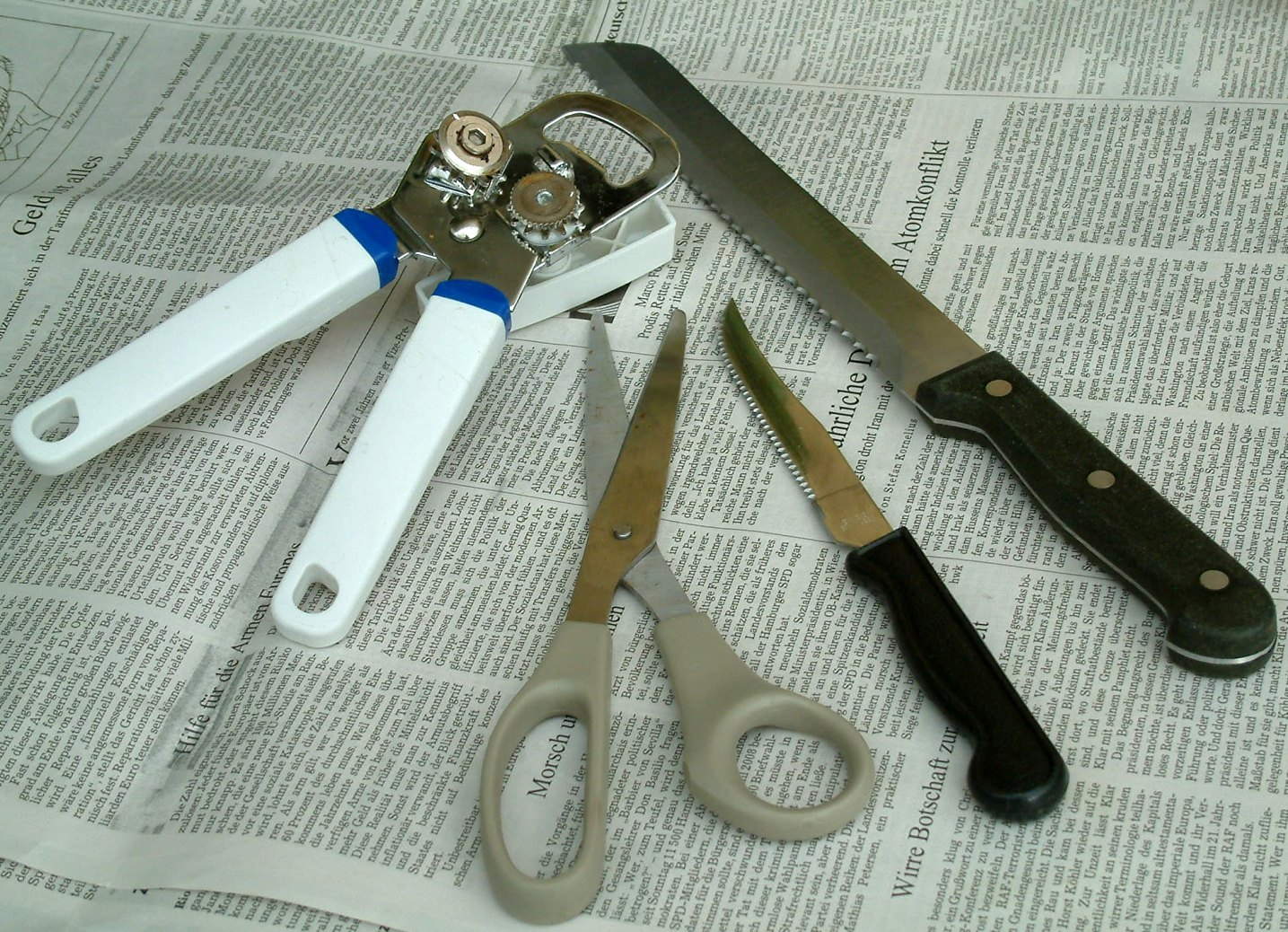
左利き用の刃物類

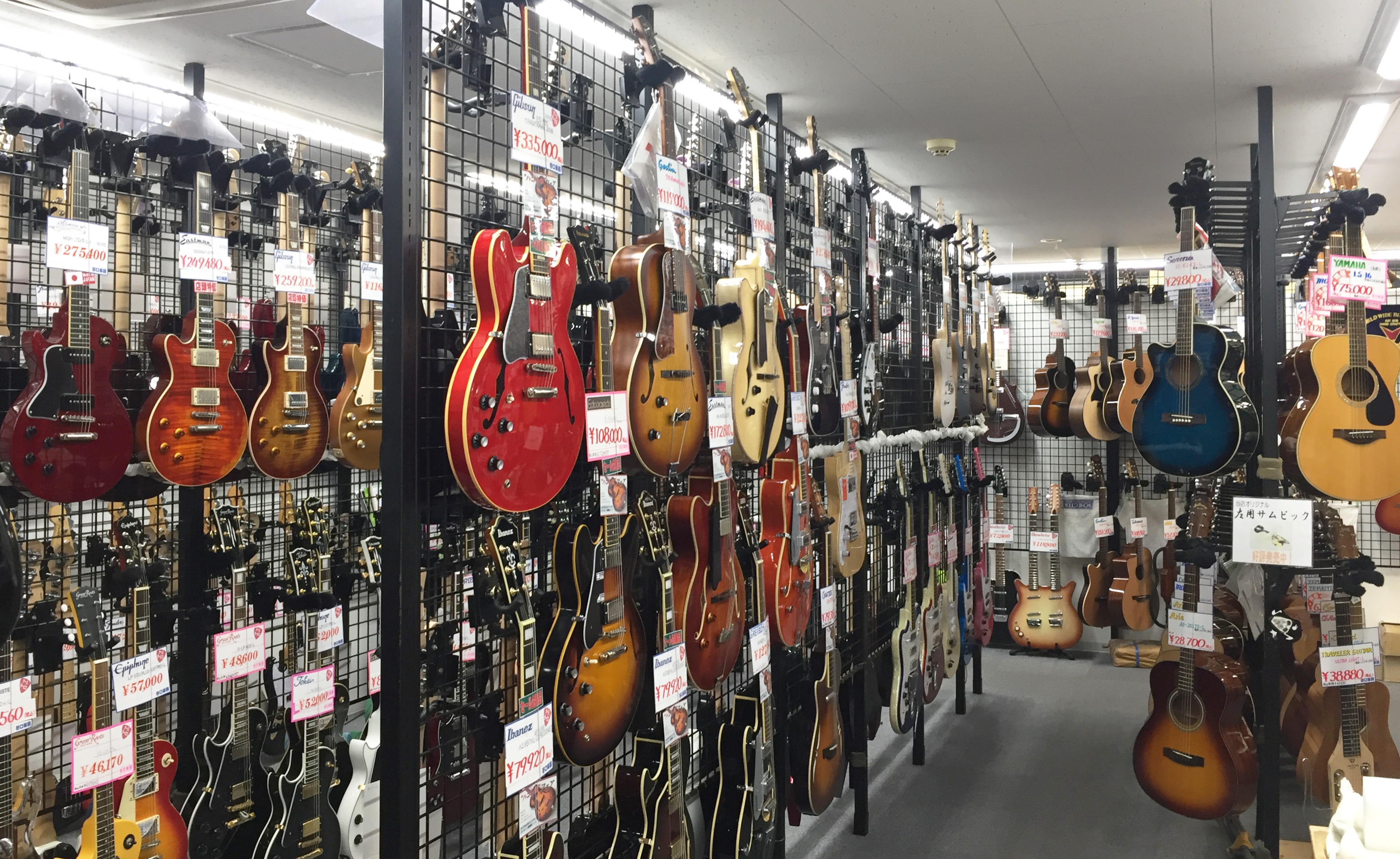
谷口楽器の左利き用ギター専門売り場。左利き用は、形状も弦の張り方も、さらに胴体が共鳴構造になっている場合にはブレイシングの配置といった内部構造に至るまで、右利き用（写真右端の1丁）と左右が逆である。

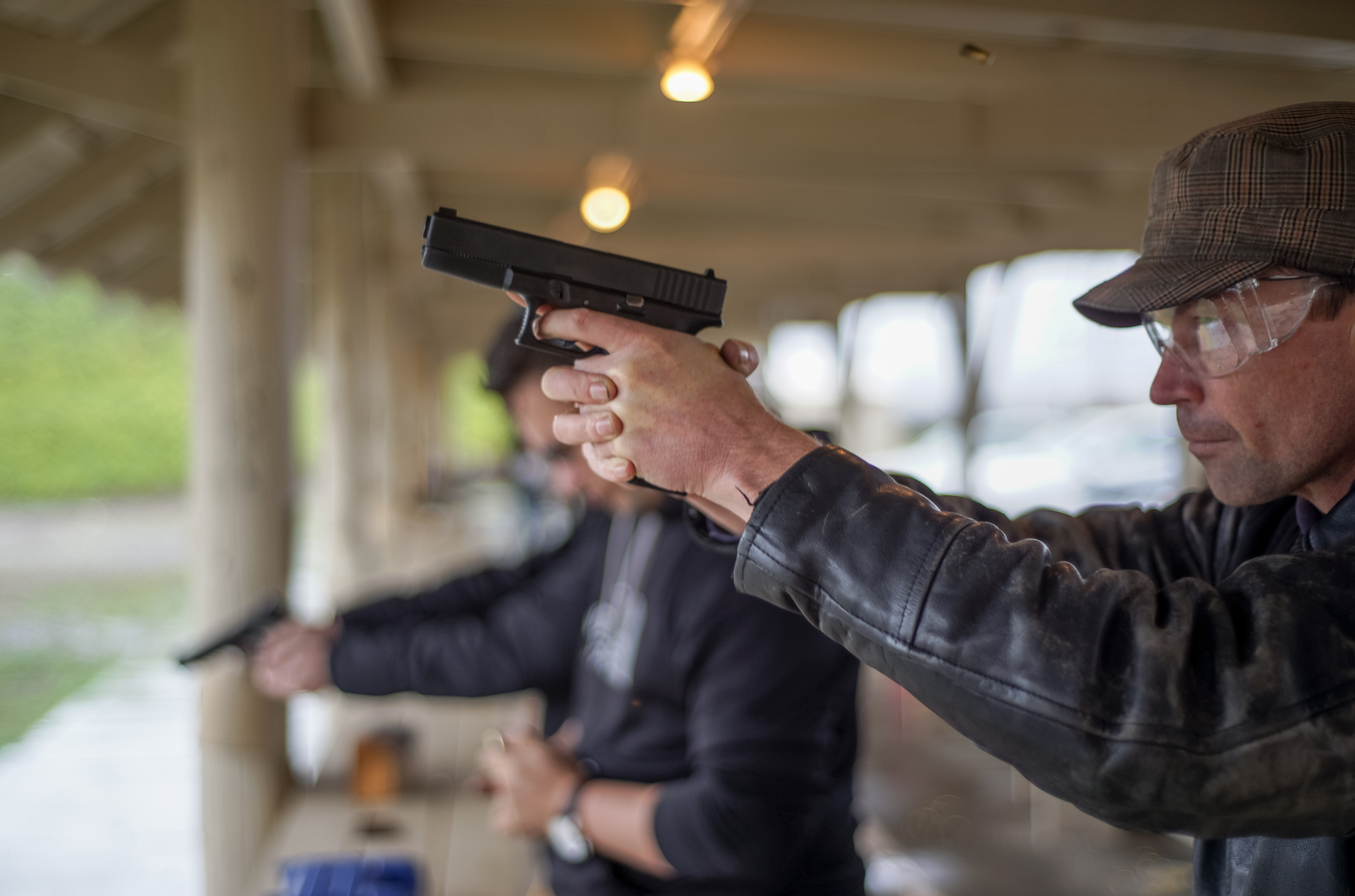
グロック17で射撃を行う左利き射手。欧米では人間工学に基づいた設計により、左利きでも違和感の無い拳銃が近年では一般的となってきている。

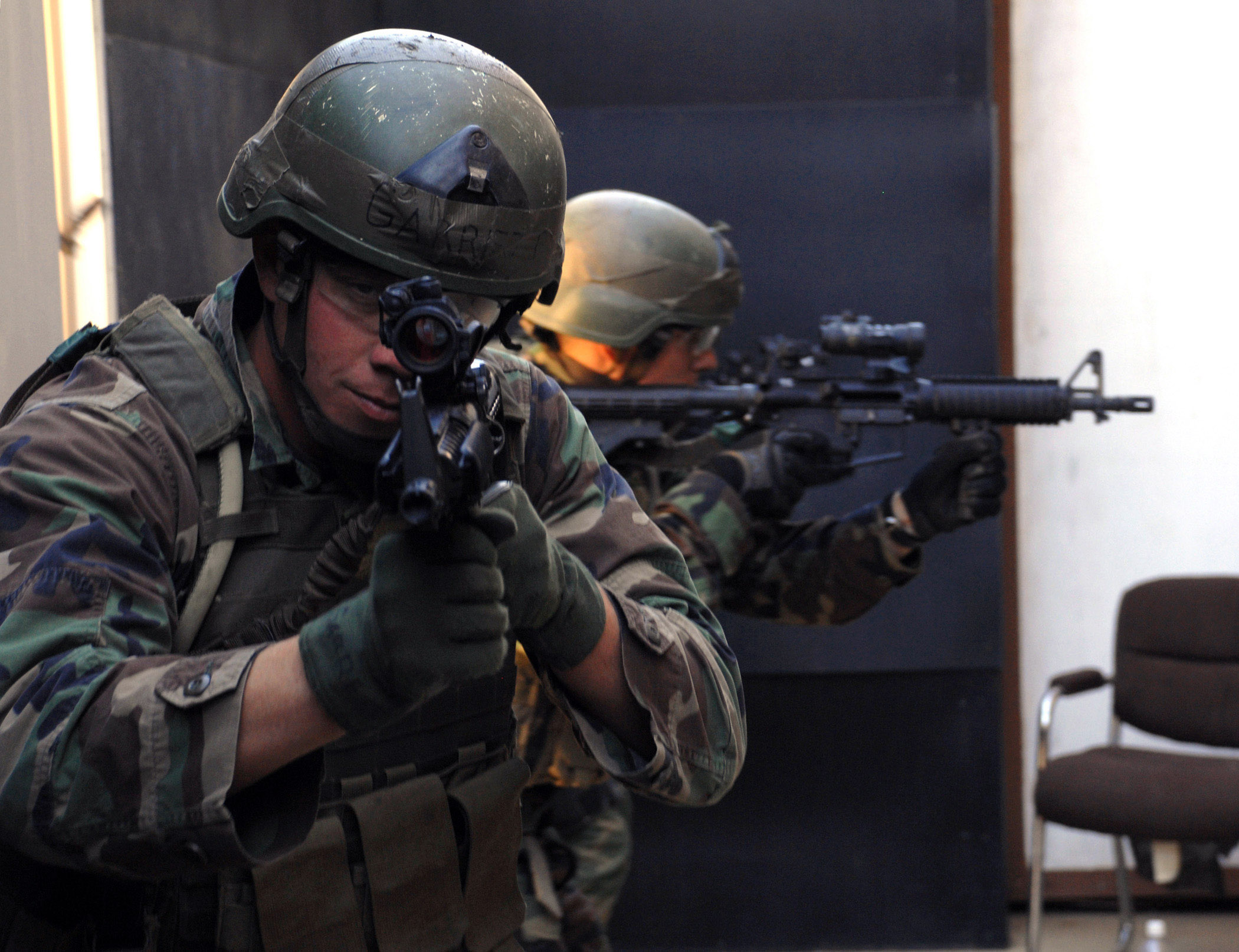
CQB訓練中の米海軍シールズ隊員。左構えでCQBRを取り扱っている。CQBでは状況により左構えに変更して移動や突入を行うことが望ましい局面もあることから、結果として近年の軍用銃は左利きでも問題が無い設計がされることが多くなっている。

道具や機械、楽器など、世の中の製品は右利き用に設計されているものが多い。これは左利きにとって不便なだけでなく、危険性が高い場合がある。右利き用と別に左利き用の製品が供給されている場合でも、右利き用に比べ割高なことが多く、経済的負担を強いられる。こうした不便からくるストレスや、操作ミスによる事故を起こしやすいなどの理由から、左利きは右利きに比べて平均寿命が9年短いという説（スタンレー・コレンの報告）がある。しかし、今のところ科学的な精密調査による検証は行なわれていない。

### 筆記
- 多くの文字は右手で書くことを前提としている。
  - 文字の多くは上から下への縦線と左から右への横線でできているが、左から右への横線が左手では書きにくい。これは習字や英語の筆記体で特に問題になる。左利きは紙を右へ傾けて字を書くと横線が左上から右下への斜線になり書きやすくなるので、左利きの多くが紙を傾けて書く習慣を身に着ける。また鏡文字を書いてしまう左利きもいる。
  - 横書きで左から右へ文字を書く場合、書いた文字に左手が触れ、乾いていないインクがにじんでしまうことがある。（縦書きやアラビア文字、ヘブライ文字ではその心配はない。）
  - なお左利きでも右利きと同様にペンの鞘を右手前に倒して(ペン先を左前につきだして)持つ者もおり、その場合は上記の左から右への横線の書きにくさや、横書きの際に乾いていない文字に左手が触れるといった問題が起こりにくく英語の筆記体も普通に書ける。
- 学校では、教壇に向かって左側が窓に面する構造になっている。右手で筆記する際に外光を受けて手元を明るくするため。
- テストやアンケートなどはたいていが横書きで、問題が左、回答欄が右になっている。
- ウェクスラー成人知能検査（WAIS-III）における「記号探し」は問題が左、解答欄が右になっており、利き手によるスコアの補正は行われていない。

### 道具
右利きを前提に作られたものが多い。左利きの人は多くの場面で右手用製品を使わざるを得ず、右手用製品に慣れた結果としてかえって逆に左利き用の物が使いにくくなることも多い。また両利きやクロスドミナンスになる人が殆どである。

#### 刃物・工具
- はさみの噛み合わせはほとんどが右利き用であり、左手では扱いにくい（刃が噛み合いにくく、親指側へ引く力を入れる必要があり、はさみダコができやすい）。左利き用や両利き用のはさみも存在するが、右利き用のはさみに慣れた左利きには逆に扱いにくい。線に沿って切るときには外側から覗きこまないと正確に切ることができない、何かに添えて対象を切ることができない。なお裁ちばさみには柄のみ左きき用にし、刃は右きき用のままにした折衷的な物も存在する[14]。
- 工作などで使用する作業用のカッターナイフは、右利き用であり、左利き用は極めて少ない。ただし、刃自体は両刃になっている物が殆どであるため、握った時に柄をひっくり返すと、左利きの者でも問題なく使用できる。
- 片刃である日本剃刀、小刀、和庖丁の多くも右利き用である。また両刃であるカッターナイフも左手で持つとロック部分を手のひらで覆うかたちになるのでしっかりと握ることができない。
- 缶切りも本来は右手で引く力を利用して開けるが、左手では押し込む操作となる。なおプルトップ式ではこの問題は起きない。
- 草刈り機は使用者から見て反時計回りに刃が回転しており、右利きの行い易い、草刈り機を右側に抱え先端部で右から左へ刈る動作にしか対応していない。左利きが草刈り機を左側に抱え、右利きと同様に右から左に刈ろうとすると、キックバックした際にキックバックを押さえきれずに、刃が足を直撃する可能性が高い。(草刈り機の構造上、左から右へ刈るという動作もできない。)特にU字ハンドルのものはハンドルの右側にスロットルレバーがあり、左手側を軸にして右手で押したり引いたりして回転させるように扱う必要がある。また燃料式のものは始動用のスターターロープも左手で本体を押さえ、右手でロープを引いて始動させる必要がある。
- 多くの電動工具にはスイッチのロックボタンがあり、右手の人差し指で押すことが想定されているが、左手では意図しない時に無意識にボタンが押されてしまい危険である。
- 卓上式のボール盤は操作するハンドルが右側に付いている。
- 電動丸ノコではモーターの右側に刃があり、右手で操作する場合は体と刃の間にモーターが位置するが、左手では刃が体に接近しており危険性が高い。安全カバーがある場合、固定していない側の木材が安全カバーに引っかかり、キックバックを起こしやすい。左利き用の製品もあるが右利き用と比べると選択肢は皆無。
- 定規の目盛りの多くは左から右に向かって振られている。右手で持って計測するのに都合がよいため。
- 外科医の世界では左利きは認められないとさえ言われてきた。集団作業である手術において一人だけ左利きの医師がいると対面している右利きの助手と手がぶつかったり、右利きの執刀医とは逆の動きに混乱が生じたりして作業に支障をきたす。このため、現在においても外科医は利き手に関係なく右手中心の作業を要求される。しかし、チームで行う外科手術以外においてはそれほど問題視されておらず、他の診療科においてはそれほど重要な問題ではない。

#### 電子機器
- エレベーターのボタン、パソコンのテンキーやエンターキー、カメラのシャッターボタンなど、右利きを前提に設計されている。ただし定員の多いエレベーターは左側にもボタンがある機種もある。
- テレビ受像機の電源スイッチや、自動販売機の硬貨投入口は右側にある。
- ノートパソコンのマウスの差込み口（USBジャック）、DVDなどの光学ドライブは右側についているものが多い。また有線ネットワークアダプタのコネクタが左側に付いていることが多く、ケーブルを挿すと左側のスペースにはみ出るほか、CPUクーラーの排気口も左側に付いていることが多く、熱気が左側に排出されるためマウスを左側に置きにくい。また、左のマウスボタンに決定操作が割り当てられるのが標準だが、これは右利きの人にとっての押しやすさに配慮したものである。ただし、多くのOSで左右のマウスボタンを入れ替える設定が可能である。
- 電話機の受話器は左手で持つように配置・配線がなされている。右手でダイアル・またはプッシュボタンを操作したり、メモを取ったりするため。ただし、中には受話器を本体の上の方に横向きで左右どちらからでもセットできるように設計されている物もある。
- コンピュータゲームにおけるコントローラーでは、右手での操作にかなりの高速操作と精度を求められる（左で操作するのはスティック1つだが、右手では4～6個のボタンを操る）。
- 左利き用マウスが少ない。
  - パソコン用FPSにおいては、特にマウスは「銃の照準」を合わせるほか、ボタンの多いゲーミングマウスもあるため、極めて精密な操作が必要とされる。特にこのジャンルは「デバイス（道具）の差」が顕著になり、自分に合った「FPSゲーム競技用マウス、キーボード、マウスパッド」の3点セットをプロでなくても揃えることが珍しくない。一般PC用のマウスに比べ市場も狭く高額であるため左利きプレイヤーは苦労させられることが多い。
- 日本の自動改札機は右側に投入口やICカードセンサーがある。一部の自動改札機では、投入口をわずかに左に傾けて、左利きの人に配慮したものもある。
- アイロンの電源コードは本体右側から出ている物が多い。左手でアイロンをかけるとコードが邪魔になる。
- 公衆電話ボックスの折れ戸式の扉は、左手では非常に開けにくい構造になっている。
- 電子レンジやコインロッカーの扉は左開きであるが、これは左手で開けて右手で品物を出し入れするためである。

#### 楽器
- ギターは、右手でピッキングして左手で押弦する前提のため、右利き用のものを左利きで構えると弦の上下が入れ替わり、コードフォームや音階が全て逆になる。右用のギターを反転させて使うには、弦の配置を逆にする関係上ナットなどの改造を必要とする。無理に右利き用のギターを使いそれを理由に挫折してしまう者も少なくない。左利き用のギターを製造するメーカーも存在し、レフティ・ギター専門の楽器店も存在する(谷口楽器の項を参照)。
- アルバート・キング、松崎しげる、甲斐よしひろなど、ごく一部の左利きのギタリストの中には、右利き用のギターをそのまま用いて、コードフォームや音階を独学でマスターした者も存在する。
- バイオリンなどのクラシック音楽で使用される弦楽器においては、そもそも左利き用は一般には存在せず特注で製作したものに限られる。そのため、左利きの奏者も右用の楽器を使用する。

#### 武器
- クレー射撃用の中折式散弾銃や狩猟用のボルトアクション式小銃の製造メーカーによっては、これら部品配置を左右反転させた左利き用の銃を製造販売している場合もあるが、流通量が少なく市場価格が高価であることも多い。空気銃では、FXエアガンズ（英語版）などの一部のモデルに銃床の角度が左右対称とされており、左利きが用いても違和感が無い仕様となっているものも存在している。
- 欧米のハンターの間では、近年では利き手よりも利き目（英語版）を優先して銃を選択することが推奨されていることから、比較的安価な左利き用の半自動式散弾銃（英語版）やポンプアクション式散弾銃を用いて左構えに変更する右利き射手も増えてきている[15]。
- 多くの銃では、シリンダー（回転式弾倉）や銃身の開閉レバーが左側にある。これは右手で銃把を握ったまま右手の親指や、左手で操作しやすい配置である。排莢は右側後方にされるものが多い。右手で握ったときに空薬莢が射手に当たりにくい配置である。銃床の角度（ベンド、キャスト、ピッチダウン）や頬当て（チークピース）も右利き用に設計されている。
- 軍用のアサルトライフルや拳銃は古くは殆ど右利き用が多かった。20世紀後半にH&K MP5のように人間工学に基づいた設計が行われた結果、左右どちらの手でも各部の操作レバーが操作可能な銃も製造されるようになり、2000年代以降、「両利きへの対応(アンビデクストラス)」を目的として、軍用や警察用の銃器は左右どちらで構えても違和感が無いレバー配置や銃床のデザインがされていることが一般的となっている。
- サバイバルゲーム用の遊戯銃でも左利き用が作られるようになった（レバーが右側にある結果的に左利き向けの商品も存在した）。
- 剣道では利き手に関わらず、右手が柄の鍔側・左手が柄頭を握るように指導される。左利きの人にとっては逆の方が都合が良い。
- 弓道では利き手に関わらず、左手に弓、右手に矢を持つ。ただし、左利きの人にとっては逆の方が都合が良い。
- これは古代の軍隊でも顕著であり、代表的な例として古代ギリシアの槍部隊であるファランクスも全員右手に槍を持つことが前提となっている。左手で槍を持つことは許されなかった。現代の軍隊でも、前述のように銃火器の構造上、左利きは不便である。日本の警察では、警官の装備は拳銃が右・警棒が左の配置になっている。これは、左利きであっても変えることが認められない（そもそも左利き用ホルスターが作られていない）。
- 武士は利き腕に関係なく左腰に刀を差していた。当時は道が狭く、左利きが右腰に刀を差していると道ですれ違う時に相手の刀とぶつかってしまう。刀の接触は相手への非礼とされていたため、斬り合いに発展するなどのトラブルが度々発生した。これを避けるために左利きの者も左腰に刀を差すようになった、とする説がある。

#### その他
- ファミリーレストランなどのスープ用おたま（レードル）は左利きの場合、非常に注ぎにくい。一部の店舗には左右両方に対応したものもあるが、尖ったほうから注ぐという先入観を捨てれば丸いおたまを使うのと同様に左手でもさほど苦労しない。
- 洋式の水洗式便所の洗浄レバーも通常はタンクの右側にある。
- すり鉢は右手ですり易い回転方向に溝がつけられている。左利き用の物はほとんど市販されていない。

### 開閉動作
- 机に引出しが付く場合は概ね右側にある。ただし学習机では引出し部分が机の左右どちらにも置けるものもある。
- 缶コーヒーや缶ジュース等の飲み口(プルタブ)は右手で開けやすいよう、切り口が左奥方向に折れていく構造になっている。
  - 錠前、コルクスクリュー、パチンコなどは、右手で回転しやすくなっている。なおスロパチンコにはCRサンダーVという左ハンドルの機種があった[16]。
- 急須は持ち手の左側に注ぎ口があり、左手では外側に傾けないと注げない。ただし左利き用の物も存在する。
- 扇・扇子は、親骨を右手で右手側にスライドして(引っ張って)開く作りになっている。左手で開くと、左手で右手側に(左手と反対方向に)押す方向に動かすようになる。作りが逆の左手用(左利き用)の物もある。
- 自転車のスタンドロック開閉は右足での操作を前提としているため、左側にロックが設置されている。このため、左利きの者も右利きの者と同様に右足でロックを開閉しなければならない。
- カードゲームなどは本来利き腕の差は少ないが、トランプの場合、左手で開くとインデックスが見えなくなってしまう。

### 右利き向けの慣習
単品では利き手に依存しない設計であるが作法、伝統、多数派の意見などで配置が右利きに都合が良くなっているもの。
- 日本食の正しい食器の並べ方は、箸先を左に、握る部分を右に向けて置き、左側に飯茶碗を置くようになっている。
- ドラムセットは右利きで演奏しやすいように配置されている。教則本、スタジオやライブハウスなど多数の人が使うセットは右利きである。左利きで演奏しやすいように配置は変更可能であるが、セッティング変更や戻す時間だけ演奏時間や練習量が減る欠点がある。しかし左利きに有利なオープンハンド奏法というものがあり有名な演者も多い。
- 集団生活において、横に並んで食事をすると左利きと右利きの利き腕がぶつかるといった問題がある。建物設計でも座席間の距離は、右利きの人だけが並んだことを想定している。

## 左利きの便
なかには、歴史的経緯から多数派である右利きにとって不便で少数派である左利きにとって便利になっているものもある。
- コンピュータのキーボード配列として一般的なQWERTY配列は、左手の使用頻度のほうがわずかながら右手より多い。多数派である右利きに便利なように右手の使用頻度を高めたDvorak配列もあるが、普及していない。ただし逆に言うと左手でマウスを使用しながらの入力だと不便につながる。
- ビデオゲームのコントローラは、業務用ゲーム・家庭用ゲームを問わず、方向キーやジョイスティックを左手で操作するものが標準となっている。ゲームの種類にもよるが、多くの場合、複雑・微妙な操作を要求されるのは左手のほう[17]である。ゲームダコが左手指にできることが多いことも、ビデオゲームのコントローラが左手偏重であることを示している。これは、初期の業務用ゲームからの慣習をゲーム&ウォッチが真似たことが由来だが、設計した横井軍平自身、本来方向キーは右で操作するのが自然であり変だと思ったと述べている[18]。しかし今日「プロ」が多い競技性の高いビデオゲームのジャンルの場合、左有利とは言えない。『アルカノイド』などのパドルコントローラーは業務用・家庭用とも中心に設置され左右両用に操作が可能で、より繊細で微妙な操作が必要な場合は左右の利き手での操作が有利となっている。
- 文字を縦書きするときに手が汚れない。但し、これは中国語や日本語、韓国語のように右から左に縦書きする言語の場合であってモンゴル語のように行を左から右に書く言語の場合は当てはまらない。逆に、アラビア語のように横書きだが右から左に書く言語の場合は、左利きの方が手を汚さずに済む。縦書きの賞状は筆での手書きの場合、通常は書いた字の上に手を置かない対策として内容をあえて左側から書くが左利きの場合は通常通りに書くことができる。
- 右ハンドル車（車両が左側通行の国・地域で主流）を運転する時、利き手でシフトレバーやカーナビゲーションシステムを操作できる。特に、シフトレバーの操作が頻繁なマニュアルトランスミッション車の運転は尚更有利である。

## 左利きの寿命
統計によれば、高年齢層ほど左利きの割合が減少する。1991年に発表された論文は、この統計は左利きの人は右利きの人に比べて9年も短命であることを示すものであると主張し、その原因は左利きの人は右利き中心の世界に適しておらず、この世界で遭遇する「苦難」のために事故で死亡することが多いためであろうと示唆している。しかしその後の多くの研究により、右利きの人に比べて左利きの人が短命であるという証拠は全くないことが明らかになっている。

## 左利きに対するバリアフリー
ユニバーサルデザインの視点から、右利き左利きどちらでも快適に暮らせる社会にしようとの動きもある。
例えば、大手私鉄・JRが導入しているバーレススタイルの自動改札機は、左手で使う場面も考え、券投入口が左に5度向いている。他にも左右両開きの冷蔵庫など家電製品にも対応品がある。
また左利き専用の商品もあり、そうした文具や調理器具、家具などの開発をめざす企業の集まりである「レフティ21プロジェクト」が2017年2月に発足している。左利き用のはさみは多くの文具店にみられる。菊屋浦上商事のような左利き用品の専門店もある。京セラが発売していたカメラ「サムライ」は右利き用と左利き用の両方を用意していた。アーミーナイフの一部にも左利き用モデルがある。百ます計算でも、左にあった数字が、右に来ている場合がある。これにより、左手に隠れてしまう数字が見えるようになり、やりやすくなる。
楽器については、左利きだと弾きにくいものもある。小学校の生徒が授業で扱う教育楽器のうち、鍵盤ハーモニカは左利きだとかなり弾きにくくなってしまうが、楽器メーカーは製造費用の関係もあって左利き用の鍵盤ハーモニカを製造していない。一方、ギターやベースについては、楽器の単価が教育楽器にくらべて高く設定できるうえ一定の需要が見込めることもあり、左利き用モデルも発売されており、谷口楽器のような左利き専門の楽器店で購入することもできる。
マウスにも左利き専用のものがある。サンワサプライは2011年から左利き専用マウス「MA-ERG2LH」を製造販売している。かつて2006年にロジテックが左利き専用マウス「MX-610L」を製造販売していた。なお、ロジテック社CEOのゲリーノ・デルーカは左利きである。マイクロソフトのビル・ゲイツも左利きであるが、マイクロソフトは左利き専用のマウスはない。ただし左右対称のマウスを基本形としているため、どちらの手でも同じように使える。

## スポーツ

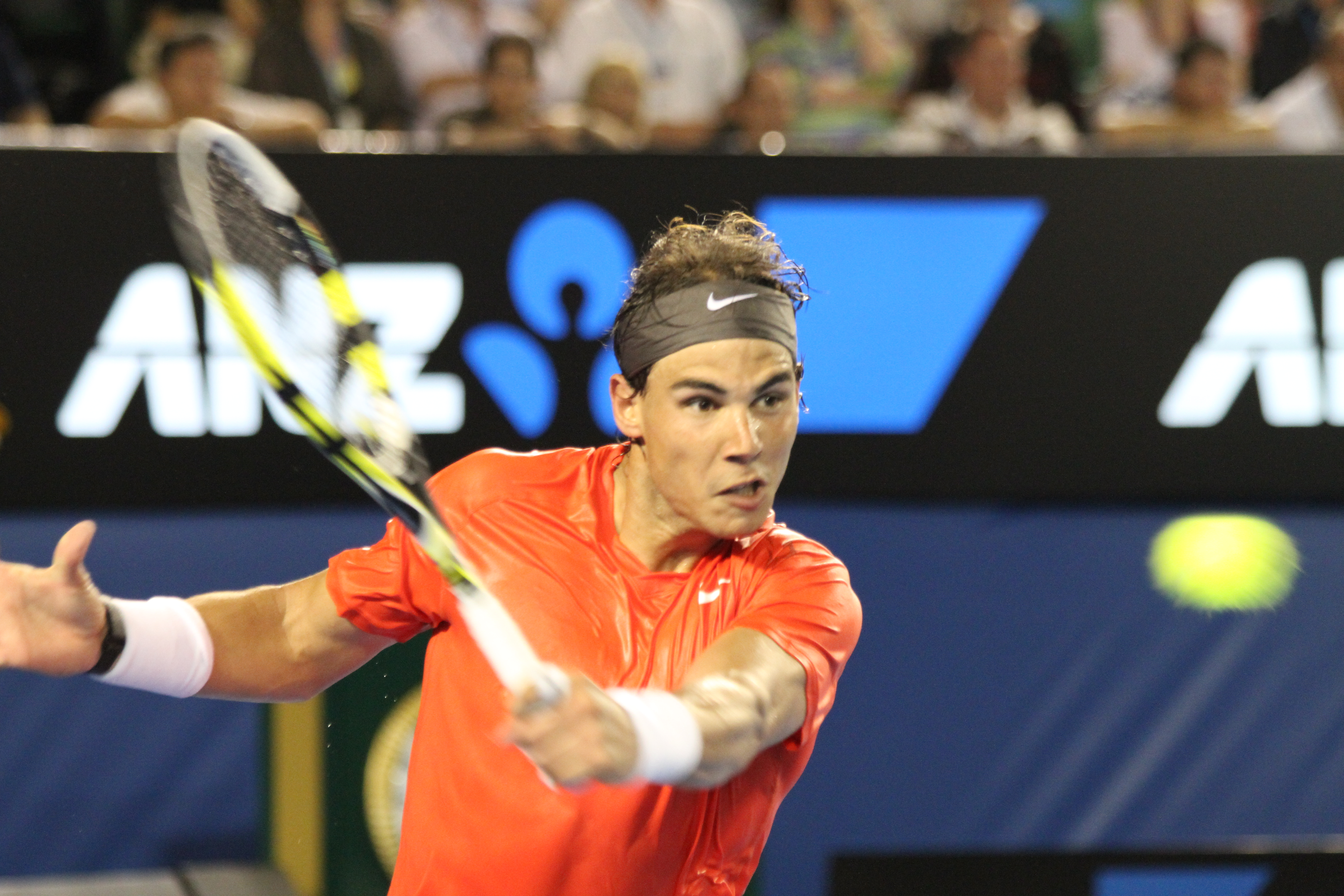
左利きのテニス選手（ラファエル・ナダル）

スポーツにおいては、時として左利きであることが有利に働く場合がある。また、競技上の優位性確保のため、あえて利き手でない腕を用いる場合がある。
特に野球、ボクシング、相撲、柔道、卓球など直接人と勝負するスポーツや一対一で必ず対戦するようなスポーツにおいては左利きであることが有利に作用する。右利きと左利きの人口比から左利きが右利きと対戦する機会が多いのに対して右利きは左利きと対戦する機会が少ないからである。右利きにとっては慣れないフォームの相手と戦う不利に加え、左利きが逆方向・逆回転の攻撃をしてくる。このため、多くのスポーツで左利きを利点として戦う選手がトップクラスにいる（ボクシングで世界王座13度防衛、うち6連続KO勝ちの記録を持つ具志堅用高も左利き）。一般的にサッカーやアイスホッケーなど、相手側と対称のコートで行う球技の場合、右側には右利きの選手、左側には左利きの選手を配置するのが有利であるとされる。
野球の左打ちは、上記の理由以外にも
- 一塁が近い。
- 草野球では守備力の劣る者が務めることの多い右翼手（1.打者から遠いポジションの一つで、2.送球を受ける機会がなく、3.草野球の打者は右打ちが多く、流し打ちができる者が少ないため）の前に打球を運びやすい。
- センターラインより右に打球を運びやすいため、一塁や二塁にいる走者が三塁に進塁しやすい。

等の理由から有利とされている。
左利き打者の場合は大半が左打ちだが、左手（利き手）をスイングの引き手にすることでバットが振り抜きやすくなるという理由などで、左利き打者が右打ちに矯正することも極稀にある。一方、左投げでは守備位置の制限が大きく、基本的には投手・一塁手・外野手に限られる。これは捕球を右手、送球を左手で行うと一塁方向への送球の際右投げよりタイムラグが発生してしまうことが理由である（逆に進塁方向への送球は右投げより早く行うことができるが、こちらの守備機会は少ない）。ただ投手の場合左投げ投手の人口が少ないため対戦経験を積むことが難しく、アマチュアでは一般的には投手有利とされ、プロでも左で速球を投げる投手は右より速く感じられるという。さらにセットポジションでマウンドに立つとそのまま一塁を見ることができるので、一塁ランナーの牽制もしやすい。また、この優位性が広く認識されているので、リトルリーグや中学校の野球部などでは、左利きという理由だけで投手にされてしまうことも珍しくなく、場合によっては左利きであることを理由に生徒などに対して勧誘を行う指導者も見られる。逆に、右バッターが多いので、左利きの捕手は送球に不利であり特に少なく、左利き用のキャッチャーミットは都市部でも取り寄せでなければ入手困難である。
逆に左利きであっても左腕で投げず、右腕で投げる選手もいる。主な例として鳥谷敬、由規、坂本勇人（兄のグラブを使った影響によるもの）、岩隈久志 、則本昂大(箸は左手で持つ)、畠世周などが左利きの右投げとして知られている。野球選手以外の有名人ではももいろクローバーZの百田夏菜子などが彼らと同様である。
相撲では、古くは江戸時代に無敵を誇った大関雷電、大正後期の土俵を支配した横綱栃木山、昭和の大横綱として知られる双葉山、柏鵬時代を作った大鵬と柏戸、「黄金の左」の輪島、平成に入っても朝青龍などの横綱、現役力士の琴奨菊や鶴竜、阿炎など左利きの力士が知られる。ただし四つ身との関係では、利き腕を上手にする方が一般的（右利き：左四つ、左利き：右四つ）ではあるものの、利き腕をあえて下手にする場合もあり、右四つと左四つを使い分けるいわゆる「なまくら四つ」の力士も少なくないため、一概には言えない。
アイスホッケーにおいては、リンクがフェンスで囲まれていて左ポジションはフェンス際でのプレイにおいて、右利きではスティックが内向きとなり、フェンスに沿わせたパックの処理が難しく、シュートを打つ体勢にも不利だが、左利きは外向きとなり前述の点で有利であるため、ゴールキーパー以外は半数近くを左利きの選手で占めるチームも存在する。アイスホッケーではスティックの根元を右手で持つ場合「左打ち」(右打ちはその逆)とする。強豪国代表レベルになると左打ちが半数を超えることも多い(真ん中の選手が左打ちの場合が多い)。右利き左打ちの有利点はショットの威力は落ちるものの、小回りが利きパックを奪いやすい。またゴールキーパーは右利きが多く、ゴールキーパーとの相性も良いという説もある。NHLの通算ポイントの上位ランキング選手は中央のポジションにもかかわらず、左打ち選手は多い(アイスホッケーの神様と言われるウェイン・グレツキー)、現役最高のセンターとも言われるも多いシドニー・クロスビーなど優秀な選手に左打ちが非常に多い。
ハンドボールにおいて、右45度、右サイドに左利きを置くことによって、プレーの幅が広がる。稀にセンターに左利きを置くこともある。
テニスや卓球のダブルスでは、ラケットを握る手が共に外側または中央に来るように2人が立つことによって、利き手が同じペアよりもカバーできる範囲が広がり有利である。
競馬では、馬を真っ直ぐに走らせる必要があるため、利き手ではない方を日常生活でも積極的に使うことなどにより、左右の腕の差を極力減らす努力をしている。また左にササる（ヨレる）癖がある馬などで、左手でムチが巧みに扱えその癖を抑えられるのではないかという期待から、左利きの騎手が起用されることがある。実例としては、1954年の第21回東京優駿（日本ダービー）で、左回りの東京競馬場では内（左側）にササる癖が出るゴールデンウエーブが、左利きの岩下密政を鞍上に迎えて、見事に優勝したことが知られている。またばんえい競馬においては、普段と異なるムチの入れ方で馬を発奮させることを期待して左利きの騎手に騎乗を依頼するケースがある。
バレーボールでは、左利きの選手はセッター対角のポジションに置かれ、主にライトプレーヤーとして起用されることが多い。大林素子が得意としたコート右端から左端までのブロード（移動）攻撃は、右利きのプレイヤーが行う場合よりもさらに外側（体一つ分、若しくはアンテナぎりぎりの位置）からスパイクを打つことができ、「モトコスペシャル」と呼ばれた。また、セッターが左利きの場合、右利きには難しいとされるツーアタックを比較的容易にこなせるため、攻撃の幅が広がるといった利点がある。中田久美、ジェフ・ストークなどが得意としていた。
短距離走では、トラックが左に向かっているため、走る際に体重がかけにくい（右半身で体重をかけなければならない）ため一般には不利といえる。
サーフィンやスケートボードの左利きのスタンスのことを「グーフィー」と呼ぶ。右利きは「レギュラー」と呼ばれる。試合のパンフレットなど公式の案内では、「スタンス L」などグーフィーという言葉を避けている。
アメリカンフットボールではクオーターバックが左利きの場合、普通は攻撃のプレーブックをそれに合わせて修正する必要性があり、また、レシーバーもパスキャッチ時に回転が逆のボールを受けるのに慣れる必要がある。

## 腕以外の左利き
単に左利きと言えば利き腕を指すことが多いが足、眼球、耳なども左右片方を重点的に使っている。サッカーなどでは左のポジションで左利きが非常に有利である。なお利き腕と利き足は必ずしも一致するわけではなく、利き腕は右手で利き足は左足の人（例ではサッカーの中村俊輔、野球の岩村明憲など）左手利きで右足利き（サッカーのカレッカやクラレンス・セードルフ、野球のジェフ・ウィリアムスなど）も多数いる。利き目と利き腕が異なる者が銃を構える際、利き目でない目で照準を行うか、利き腕でない手で銃を持つこととなるため、そうでない者より難しくなる。拳銃ではこのような状態でも柔軟に対応可能だが、ブルース・ウィリスのように独特の構え方となる。
腕以外の左利きの不便も多々ある。
- カメラのファインダーは本体の中央よりも左側にあり、右目で覗いている場合には左目の視界が開けているが、左目で覗くとカメラ本体が顔に被さって視界を遮られる。
- ビデオカメラでファインダーが横に付いている形状の場合、ファインダーは本体の左側にあり右目で覗くようになっているため、左目で覗くことができない。
- オートバイは右利きが前提の設計であり、スロットル（アクセル）操作が右手である。また、車体の左側から右手で引き上げなければメインスタンドがかけられない（メインスタンドのステップは左側だけに付いている）。

## 「左利き」という言葉の表現の転用
酒飲みの人を「左利き」「左が利く」という。これは、石工や大工では右手で槌を振るい、左手にのみを持つため「のみを使う手」＝「呑み手」という言葉遊びからである。「左党（さとう）」とも呼ばれるようになった。また、彫刻職人で大工の棟梁だったという左甚五郎が左利きであったことから命名されたという説もある。
スペインでは「左利きの人」と言うと、悪意から罪を犯した人や泥棒を示すことがある。